# Barrio Puerto

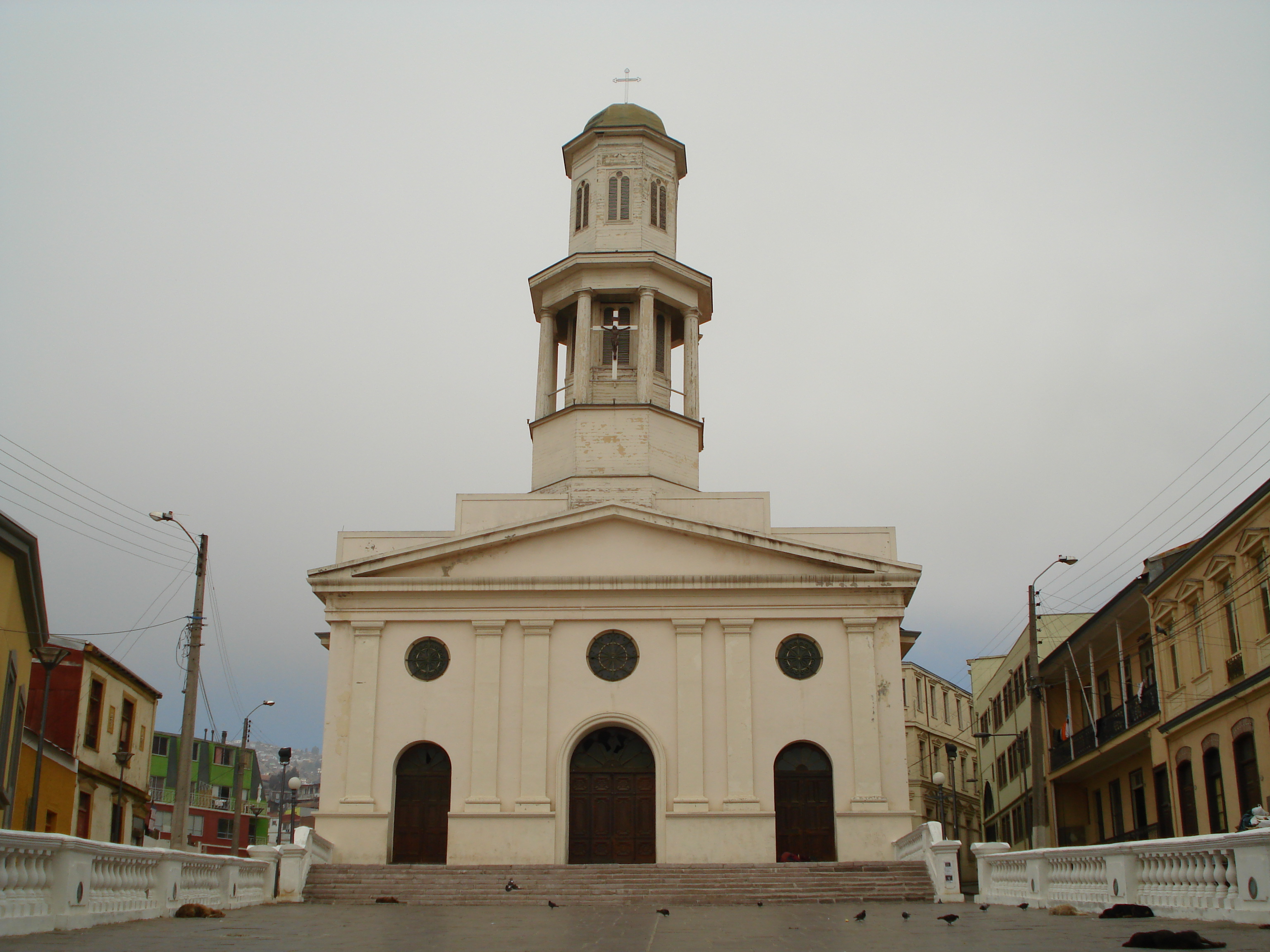
La Iglesia de la Matriz, ubicada en pleno Barrio Puerto.

El Barrio Puerto comprende el sector entre la Plaza Wheelwright y la Plaza Sotomayor del plan de la ciudad de Valparaíso, Chile.
Se convirtió en el primer sector poblado de la ciudad cuando se comenzaron a construir pequeñas casas junto a la Iglesia de la Matriz. El pequeño villorrio que se construyó en los alrededores de la iglesia, comenzó a crecer y se comenzaron a construir varias bodegas y edificios comerciales. El sector estaba encerrado entre el cerro Artillería y una franja estrecha entre los cerros y el mar, que fue posteriormente abierto con la calle de La Planchada.
Con el auge de Valparaíso a fines del siglo XIX el sector se convirtió en el barrio residencial y comercial de la ciudad, y se construyeron en el sector varias edificaciones emblemáticas, especialmente en la zona de la Plaza Echaurren, como el Mercado Puerto y los edificios Astoreca y Tassara.
Con el correr de los años, los residentes de clase alta se trasladaron a otros sectores de la ciudad como el cerro Alegre, y la zona comercial se trasladó más allá de la Plaza Sotomayor.